# Elatostema garrettii
Elatostema garrettii là loài thực vật có hoa trong họ Tầm ma. Loài này được Yahara mô tả khoa học đầu tiên năm 1984.